# Marc Xilocarabis
Marc Xilocarabis (en grec Μᾶρκος Ξυλοκαράβης) va ser patriarca de Constantinoble l'any 1466 com Marc II (Μᾶρκος Β'). Va succeir a Josafat I. Va ser elegit pels vots de la jerarquia eclesiàstica i dels clergues, i tenia una gran cultura. Els seus oponents el van difamar davant del Diwan-i Humayun (o consell del sultà), que, per humiliar-lo el va destituir del càrrec. Més tard, quan era patriarca Dionís I de Constantinoble (1466-1471), un sínode el va declarar innocent i el van nomenar arquebisbe d'Ocrida.